# Nostalgia (MØ)
Nostalgia è un singolo della cantante danese MØ, il primo estratto dal suo secondo album in studio Forever Neverland e pubblicato il 30 marzo 2018.

## Tracce
1. Nostalgia – 3:46 (Karen Marie Ørsted, Ajay Bhattacharya, John Hill, Kurtis McKenzie, Michael "Scribz" Riley)